# Kvarteret Wahrenberg

Kvarteret Wahrenberg är ett kvarter på Norrmalm i centrala Stockholm beläget mellan Drottninggatan och Brunkebergstorg. Kvarterets gamla bebyggelse revs i samband med Norrmalmsregleringen och kvarteret bebyggdes i slutet av 1960-talet med ett stort parkeringshus, och två smala, liknande kontorshus med röda plåtfasader som bildade front mot Drottninggatan och Brunkebergstorg. Byggnaderna ritades av arkitektbyrån Boijsen & Efvergren på uppdrag av Stockholms stads fastighetskontor. Rivningen var i linje med ambitionerna enligt cityplanerna City 62 och City 67, enligt vilka staden skulle anpassas för bilismen. Samtidigt revs också grannkvarteret på andra sidan Drottninggatan, kvarteret Elefanten, där det också uppfördes ett stort parkeringshus.
I samband med upprustningen av området kring Sergels torg på 1990-talet lanserade idén att dölja parkeringshuset genom att bygga enkelsidiga bostadshus med en gemensam trädgård på parkeringshusets gamla tak. Idén förverkligades 1996-97 efter ritningar av Brunnberg & Forshed arkitektkontor som klädde in kvarterets sidofasader mot Vattugatan och Herkulesgatan med tio våningar höga bostadshus som fick fasader inspirerade av 1920-talets arkitektur. De två kontorshusen mot Drottninggatan och Brunkebergstorg bevarades, liksom kärnan i parkeringshuset.
Idag förvaltas kvarteret av Stena Fastigheter.

## Bilder

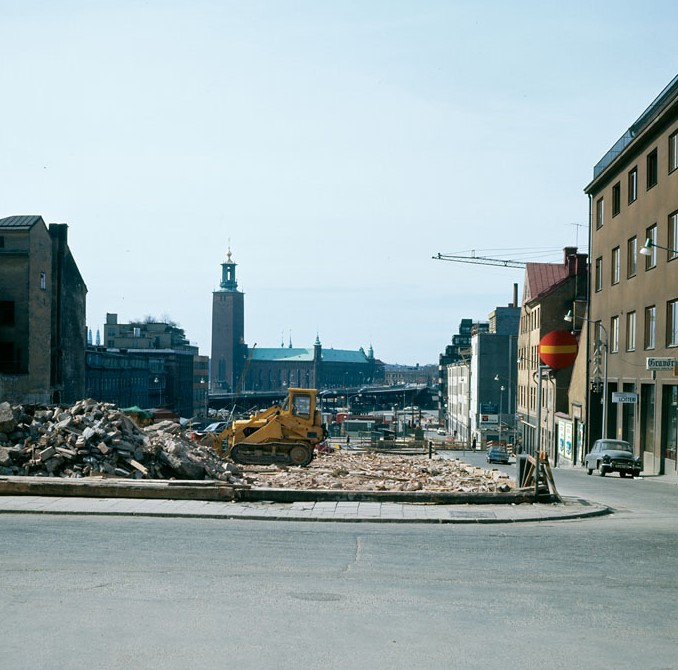
Vy från Brunkebergstorg 1967 mot Kvarteret Wahrenberg, Drottninggatan och kvarteret Elefanten.
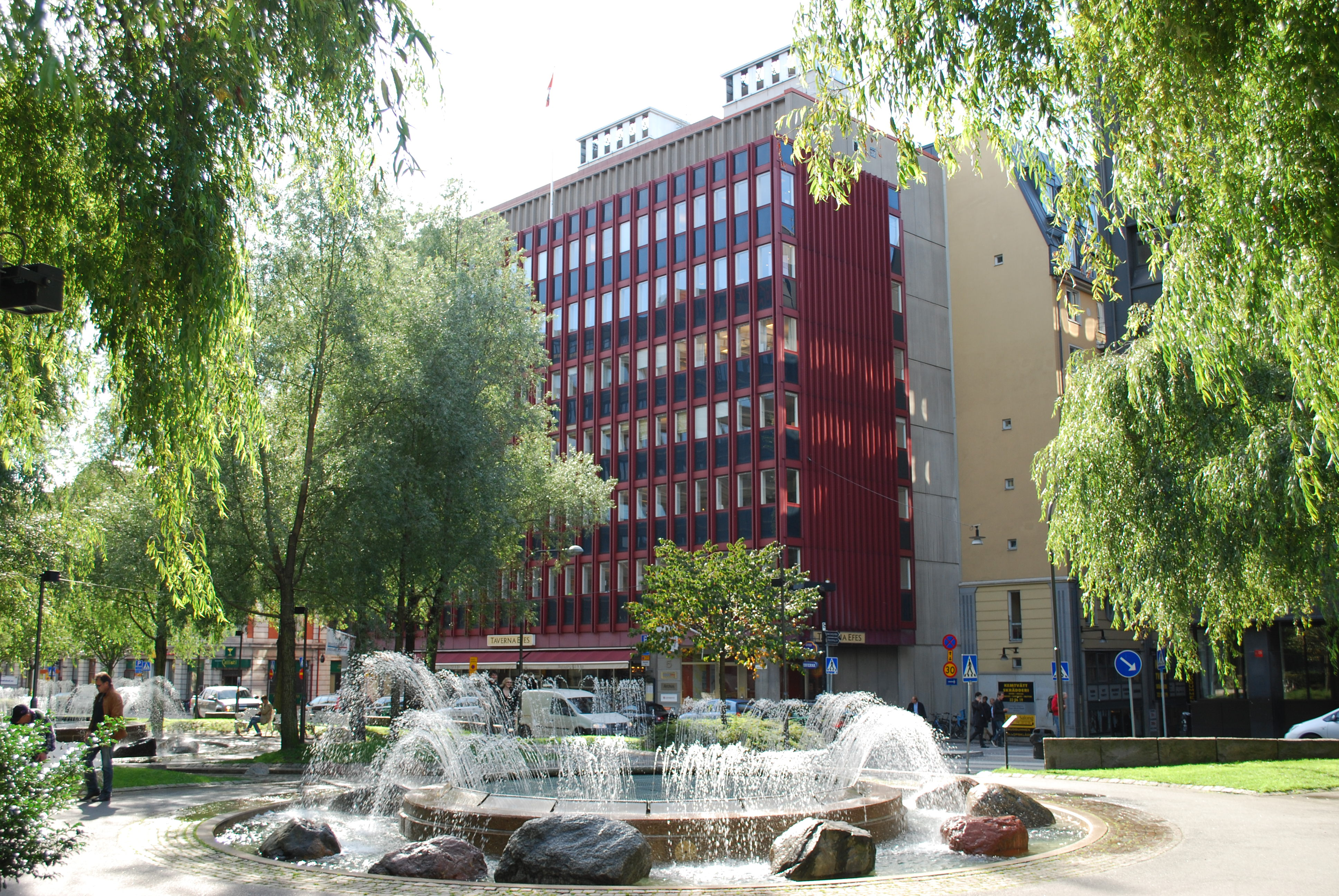
Kvarteret sett från Brunkebergstorg, i förgrunden kontorshuset Wahrenberg 10
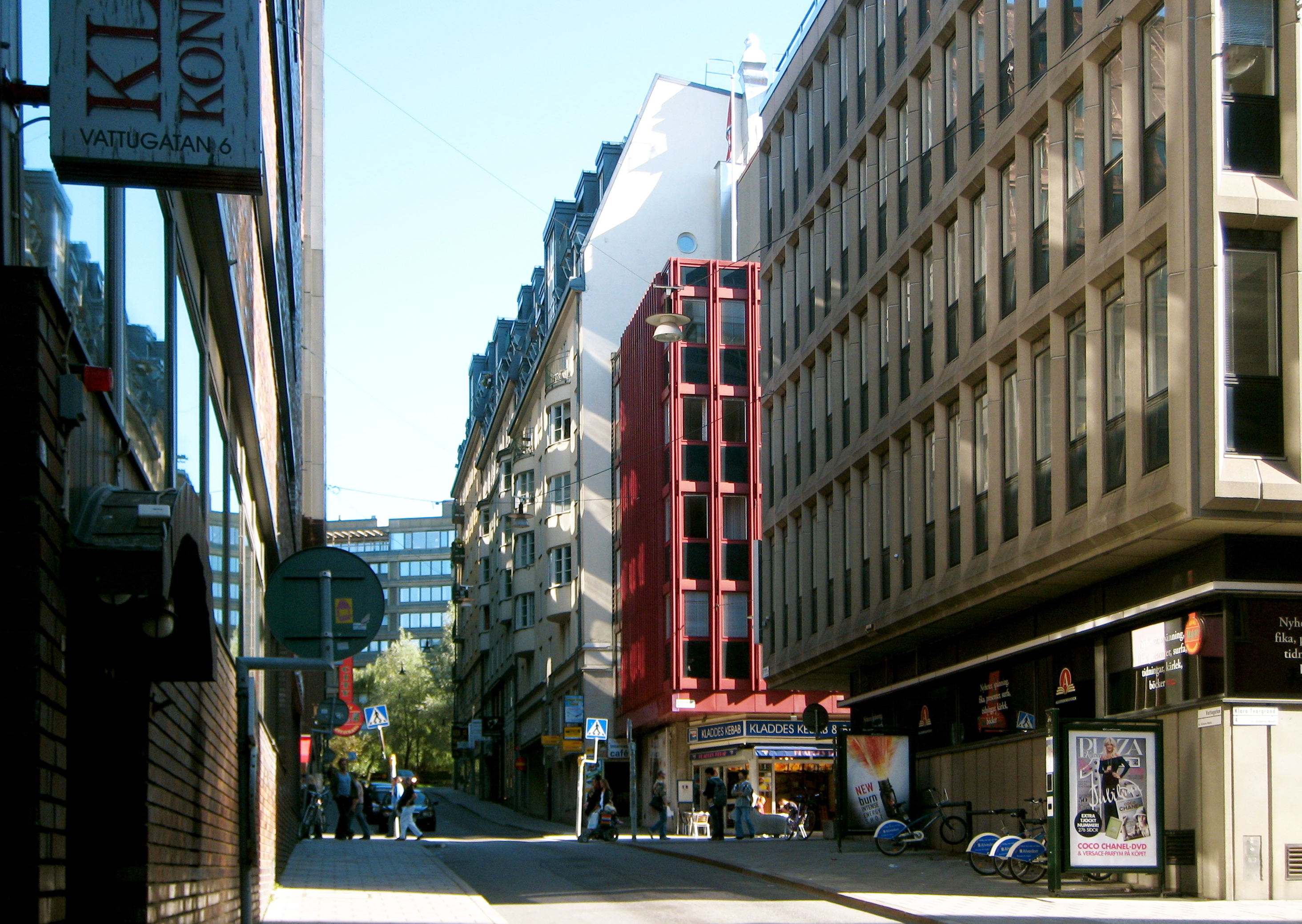
Kvarteret Wahrenberg med de nya bostadshusen sett från Vattugatan.